# Lifehack
A Life Hack kifejezés kitalálója Danny O'Brien angol informatikai újságíró, aki tanulmányt készített a programozók munkájáról. O’Brien felfedezett egy mintát, amelyet minden hatékony programozó követ: kitalálnak és megszerkesztenek egy szkriptet (programot, programrészt), ami leegyszerűsíti, illetve hatékonyabbá teszi a munkájukat. A kutatás eredményeit 2004 februárjában osztotta meg a nagyközönséggel, melynek ezt a nevet adta: Life Hacks: Tech Secrets of Overprolific Alpha Geeks. 
A publikációt követően a Life Hack kifejezés hamar elterjedt az informatika világában, a weben és blogokon, de már a hétköznapi életben is használják. 
Manapság minden olyan tevékenységet hívhatunk Life Hack-nek, ami az élet produktívabbá tételét szolgálja. Lehet az egy módszer a tonnaszám érkező e-mailjeink szelektálására vagy egy olajfolt eltávolítása egy ingből.
LifeHacking: az élet produktivitására való törekvés, life hack-ek sorozatos használata.
LifeHacker: olyan ember, aki folyamatosan és állandóan Life Hack-eket használ és talál ki.

## Fordítás
- Ez a szócikk részben vagy egészben  a   Lifehack című angol Wikipédia-szócikk fordításán alapul.  Az eredeti cikk szerkesztőit annak laptörténete sorolja fel. Ez a jelzés csupán a megfogalmazás eredetét és a szerzői jogokat jelzi, nem szolgál a cikkben szereplő információk forrásmegjelöléseként.

## Külső hivatkozások
- LifeHacking - Trükkök az Élethez
- lifehacker.com